# Moultonia violacea
Moultonia violacea är en insektsart som beskrevs av Bolívar, I. 1914. Moultonia violacea ingår i släktet Moultonia och familjen Trigonopterygidae. Inga underarter finns listade i Catalogue of Life.